# Église Saint-Jacques de Nades
L'église Saint-Jacques est une église située à Nades, en France.

## Localisation
L'église est située dans le bourg de Nades, dans le département français de l'Allier. La façade et le côté nord donnent sur une place triangulaire, tandis que l'abside et le côté sud sont entourés par le cimetière.

## Description

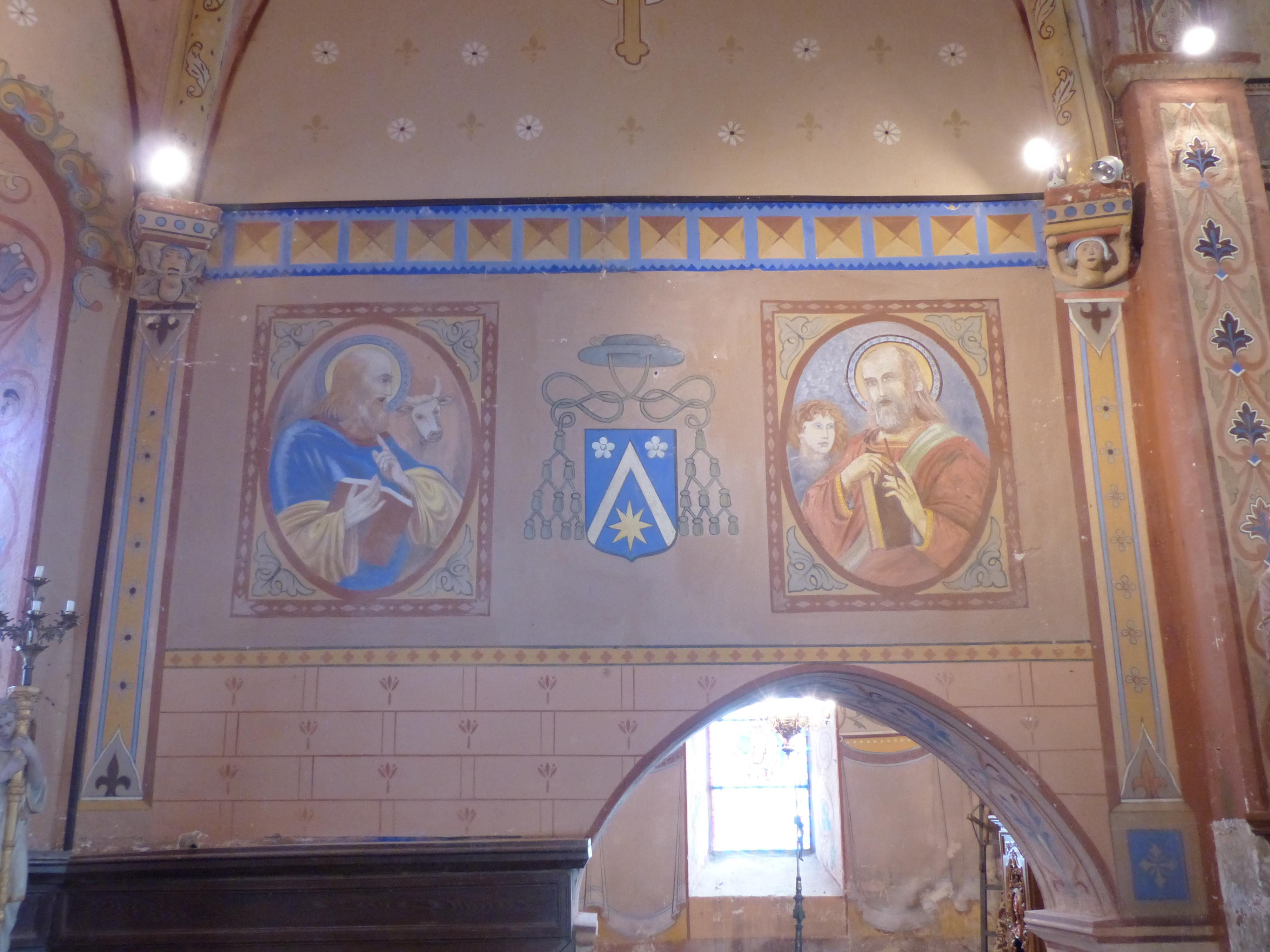
Peinture murale du chœur (côté droit).

Le chœur a été revêtu dans la deuxième partie du XIXe siècle d'un décor peint. Il représente sur les côtés, au-dessus des passages qui mènent aux chapelles latérales, les quatre évangélistes, présentés chacun avec son livre et la figure du tétramorphe qui lui est associée : à gauche, saint Marc et saint Jean encadrent les armes du pape Léon XIII, pape de 1878 à 1903 ; à droite, saint Luc et saint Matthieu encadrent celles de Pierre Simon de Dreux-Brézé, évêque de Moulins de 1849 à 1893.
Mobilier :
- Confessionnal du XVIIIe siècle, placé dans la chapelle sud.
- Statue en bois polychrome de saint Fiacre, patron des jardiniers, avec sa bêche (XVIIe siècle) ; elle se trouve dans la nef.

## Historique
La partie la plus ancienne de l'église (deux travées centrales de la nef) date du XIIe siècle. Le chœur a été rebâti au XVIe siècle. La dernière travée de la nef et la façade ouest correspondent à un agrandissement du XIXe siècle ; le clocher actuel, remplaçant celui qui avait été détruit à l'époque de la Révolution, est également du XIXe.
L'édifice est inscrit au titre des monuments historiques en 1975.